# The Mamas & the Papas (álbum)
The Mamas & the Papas é o segundo álbum de estúdio e homônimo do grupo vocal The Mamas & the Papas, lançado em setembro de 1966. O álbum alcançou a posição 4 na parada de álbuns da Billboard 200 dos EUA e número 24 no Reino Unido. O primeiro single, "I Saw Her Again", alcançou a posição 5 na parada Billboard Hot 100 dos EUA e a posição 11 na parada de singles do Reino Unido. A música foi especialmente única por causa de suas origens. "Words of Love" foi lançado como o segundo single nos EUA, alcançando a quinta posição. No Reino Unido, foi lançado como lado A duplo com "Dancing in the Street" (um cover do hit de 1964 de Martha and the Vandellas) e alcançou a posição 47 no Reino Unido.
Depois que John Phillips descobriu que Michelle Phillips, membro do grupo, estava tendo um caso com Gene Clark dos Byrds, ele a demitiu do grupo em 4 de junho de 1966. Em junho, uma nova cantora foi contratada para substituí-la. Jill Gibson era namorada do produtor Lou Adler na época e já era uma cantora/compositora que havia tocado em vários álbuns da dupla de rock americana Jan e Dean.
A foto já escolhida para a capa do álbum apresentava Michelle Phillips como destaque, então Dunhill fez com que Gibson tirasse uma foto exatamente na mesma posição de Michelle, e então sobrepôs a nova foto à de Phillips. No entanto, foi então tomada a decisão de tirar uma foto totalmente nova com a nova formação e também mudar o título do álbum para Crashon Screamon All Fall Down. Milhares de impressões antecipadas do álbum com esta capa e título foram enviadas para estações de rádio e distribuidoras de discos, mas com o retorno de Michelle ao grupo pouco antes do lançamento geral do LP, a capa original e o título homônimo foram rapidamente reintegrados. Cópias das raras edições de Crashon são agora itens de colecionador muito procurados.
O álbum foi lançado pela primeira vez em CD em 1988 (MCAD-31043) e também aparece na íntegra em All the Leaves Are Brown, uma compilação retrospectiva dos quatro primeiros álbuns da banda, com as versões single de "I Saw Her Again" e "Words of Love".
| Críticas profissionais | Críticas profissionais |
| Avaliações da crítica  | Avaliações da crítica  |
| Fonte                  | Avaliação              |
| ---------------------- | ---------------------- |
| AllMusic               | [ 1 ]                  |

## Lista de faixas original
Todas as faixas escritas e compostas por John Phillips, exceto onde indicado.

### Lado um
1. "No Salt on Her Tail" - 2:35
2. "Trip, Stumble and Fall" (John Phillips, Michelle Gilliam) - 2:35
3. "Dancing Bear" - 4:08
4. "Words of Love" - 2:13
5. "My Heart Stood Still" (Richard Rodgers, Lorenz Hart) - 1:43
6. "Dancing in the Street" (Marvin Gaye, William "Mickey" Stevenson, Ivy Jo Hunter) - 3:00

### Lado dois
1. "I Saw Her Again" (John Phillips, Denny Doherty) - 2:50
2. "Strange Young Girls" - 2:45
3. "I Can't Wait" - 2:40
4. "Even If I Could" - 2:40
5. "That Kind of Girl" - 2:20
6. "Once Was a Time I Thought" - 0:58

## Equipe e colaboradores
Músicos
- Denny Doherty — vocais
- Cass Elliot — vocais
- John Phillips — vocais, guitarra
- Michelle Phillips — vocais
- Jill Gibson — vocais
- Hal Blaine — bateria, percussão
- Larry Knechtel — órgão, piano
- Joe Osborn — baixo
- "Doctor" Eric Hord — guitarra
- Tommy Tedesco — guitarra
- PF Sloan — guitarra
- Peter Pilafian — violino elétrico
- Ray Manzarek — órgão, piano em "No Salt on Her Tail"

Técnico
- Lou Adler — produtor
- Dayton "Bones" Howe — engenheiro
- Henry Lewy — engenheiro
- Bowen David — engenheiro assistente
- Jimmie Haskell — arranjo de cordas em "I Saw Her Again"
- Gene Page — arranjo de trompas em "My Heart Stood Still"
- Guy Webster — fotografia
- George Whiteman — arte

## Desempenho nas tabelas musicais
| País — Tabela musical (1966)   | Melhor posição |
| ------------------------------ | -------------- |
| Estados Unidos (Billboard 200) | 4              |